# Wrocławska Izba Gospodarcza
Wrocławska Izba Gospodarcza (WIG) – organizacja samorządu gospodarczego powstała we Wrocławiu w 2004 z inicjatywy miejscowych przedsiębiorców.
Wrocławska Izba Gospodarcza przyznaje nagrodę Złota Kula. Członkowie Izby wspierają także inne wrocławskie przedsięwzięcia kulturalne oraz charytatywne; między innymi w 2006 zakupili za zgromadzone składki część słynnego „skarbu” z Bremy.
WIG jest pomysłodawcą oraz realizatorem kilku inicjatyw wspierających rozwój małych i średnich przedsiębiorstw na Dolnym Śląsku. Główne z nich to:
- program Biała Lista – mający na celu promowanie rzetelnego biznesu i dobrego obyczaju kupieckiego. Firmy uczestniczące w tym programie poddają się niezależnej weryfikacji.
- Instytut Mediacji Gospodarczej
- zorganizowane po raz pierwszy w 2007 Wrocławskie Spotkania Biznesu.

Działalność Wrocławskiej Izby Gospodarczej finansowana jest wyłącznie z prywatnych składek jej członków. Jej honorowym przewodniczącym jest prezydent Wrocławia Rafał Dutkiewicz.

## Złota Kula
Złota Kula jest nagrodą przyznawaną przez Wrocławską Izbę Gospodarczą nie częściej niż jeden raz w roku. Laureatami tej nagrody mogą być osoby, które w sposób szczególny zasłużyły się dla miasta Wrocławia i jego mieszkańców, nie są członkami izby i wyrażą wolę przyjęcia tej nagrody. Pierwotnie była przyznawana przez przedsiębiorców zrzeszonych w Stowarzyszeniu na rzecz Rozwoju Wrocławia. W związku z zakończeniem jego działalności dorobek kulturalny stowarzyszenia przeniesiony został przez jego członków do Wrocławskiej Izby Gospodarczej. W ten sposób stała się ona sukcesorem i kontynuatorem nagrody Złotej Kuli. Jej dotychczasowymi laureatami są: Bogdan Zdrojewski, Jan Paweł II, Tadeusz Różewicz, Maciej Łagiewski, Wojciech Dzieduszycki, Jan Miodek, Henryk Gulbinowicz, Alicja Chybicka, Lidia Geringer de Oedenberg i Eugeniusz Get-Stankiewicz.

## Prezesi
- Paweł Korczak (2004–2005)
- Mariusz Jaklewicz (2005–2006)
- Waldemar Siemiński (2006–2010)
- Marek Pielichowski (od 2010)